# Janusz Towpik
Janusz Towpik (ur. 18 lipca 1934 w Cieszynie, zm. 8 lutego 1981 w Warszawie) – polski architekt i grafik, ilustrator książek.

## Życiorys
W 1959 uzyskał dyplom na Wydziale Architektury Politechniki Warszawskiej. Jako wolny słuchacz studiował malarstwo w pracowni prof. Michała Byliny w Akademii Sztuk Pięknych. W późniejszym okresie został asystentem, a następnie wykładowcą w Zakładzie Rysunku, Malarstwa i Rzeźby na Wydziale Architektury PW. Od 1962 był członkiem Związku Polskich Artystów Plastyków. 
Od lat 60. ilustrował atlasy przyrodnicze i książki popularnonaukowe, najczęściej poświęcone zwierzętom. Współpracował z warszawskim ZOO – wykonał ilustracje do archiwum ikonograficznego, a także prowadził w nim dziecięce koło plastyczne (jedno z pierwszych tego rodzaju w Europie).
W 1978 otrzymał nagrodę prezydenta Francji na Międzynarodowym Konkursie Filatelistycznym za projekt serii znaczków Drzewa.
Projektował widokówki, znaczki pocztowe, etykiety zapałczane. Zilustrował w sumie 23 książki dla dzieci i młodzieży, oraz 7 książek popularnonaukowych i podręczników. Był autorem m.in. tablic zoogeograficznych zamieszczonych w IV tomie Encyklopedii Powszechnej PWN. Współpracował z redakcjami czasopism: „Łowiec Polski”, „Płomyk” i „Przyroda Polska”.

## Wybrana twórczość

### Ilustracje i opracowania graficzne książek
- Wyprawa po złote runo, aut. Jadwiga Żylińska, wyd. RSW „Prasa, Książka, Ruch”, 1976

### Znaczki pocztowe
- Ochrona środowiska – Drzewa (seria) oraz koperty FDC, 1978
- Warszawskie ZOO • 50 lat (seria) oraz koperty FDC, 1978